# Celeste siempre Celeste
Celeste siempre Celeste es una continuación de la telenovela Celeste, escrita solamente por Enrique Torres, basado en los caracteres originales de la anterior. Protagonizada por Andrea del Boca y Gustavo Bermúdez. Coprotagonizada por Adela Gleijer, Ingrid Pelicori, Osvaldo Tesser y Norberto Díaz.  Antagonizada por la misma Andrea del Boca en el papel de Clara, Henry Zakka, Mónica Galán y la primera actriz Dora Baret. También, contó con las actuaciones especiales de Jorge D'Elía y la primera actriz Lydia Lamaison. Y la presentación internacional de Ivo Cutzarida. Fue emitida por la cadena Telefe de Argentina, de lunes a viernes a las 20 horas durante el año 1993.
De los personajes de Celeste solamente saltaron a la segunda parte Celeste Ferrero, Franco Rosetti, Silvana, Teresa Visconti (mamá de Franco) y Aída Ferrero (tía de Celeste), el resto eran personajes nuevos.

## Argumento
Unas cuantas cosas pasaron entre las dos novelas:
- Celeste era masajista y tenía una hija y trabajaba de mucama luego hereda la fortuna *Toda la fortuna pertenece ahora a Celeste y Rita.
- Teresa fue hospitalizada porque tiene SIDA.
- Enzo se fue a Europa.
- Rita también fue hospitalizada en un psiquiátrico.
- Bruno murió de SIDA.
- Silvana está viviendo ahora en la Mansión Visconti.

Celeste y Franco se van a casar. Teresa vuelve a la mansión con un psicólogo, Juan Ignacio, y todavía está obsesionada con la idea de recuperar toda "su" fortuna.
Celeste, a pesar de lo que pasó antes, quiere hacer las paces con Teresa y también le pide a Franco que no se pelee con su madre. 
Teresa visita la tumba de Leandro, y jura matar a Celeste. 
Celeste y Franco finalmente se casan y van de luna de miel a Asizi. 
Teresa trata de seducir a Juan Ignacio, y aunque él finge amarla se niega a hacerle el amor. Lo que Juan quiere en realidad es apoderarse de toda la fortuna de los Visconti. Junto con su novia Ornella planea cómo se va a casar con Teresa, y cuando ella muera de SIDA él tendrá la mitad del imperio porque Teresa ahora maneja toda la fortuna de Rita. 
Ornella es parte de la Familia Pizzamilio: su madre murió hace muchos años; su padre, El Dr. Amadeo Pizzamilio, es un doctor corrupto; su hijo Guido es un artista que antes fue sacerdote; su tío Valentín, el hermano de Amadeo, es el director de una funeraria que pertenece a Amadeo; Cora es la buena ama de llaves, y la joven esposa de Amadeo es Clara. 
Clara luce exactamente igual a Celeste, pero es todo lo contrario. Tiene pelo negro, usa mucho maquillaje y ropas provocativas. Vive como una prostituta. Clara también tiene un romance con Guido, el hijo de Amadeo. 
Se descubre que Clara es la hermana gemela de Celeste. Se descubre también que lo que se le hizo a Celeste le fue hecho a su madre. Mientras Lucía dormía; Amadeo que era su doctor, se llevó a una de las gemelas y le dejó la otra a Lucía sin que ella supiera de la existencia de la otra. El bebé que se llevó se lo vendió a Margarita, quien vendió a Clara otra vez a él como su esposa cuando ella tenía 16 años. 
Teresa emplea a Roberta, que reemplaza a Célica, y es quien asusta a Celeste. 
Teresa, Juan y Roberta planean secuestrar a Celeste y matarla. Emplean a Bulmaro, y él secuestra a Celeste, pero ella se escapa. Mientras se escapa, salta desde la ventana de un segundo piso y pierde la memoria. 
Al mismo tiempo, Clara deja a Amadeo. 
Amadeo recibe una llamada del hospital, donde llevaron a Celeste, y le dicen que su esposa saltó desde un segundo piso y trató de matarse. Amadeo va al hospital, y se da cuenta de que la mujer que está allí no es Clara, pero igual le dice a Celeste que él es su esposo... 
Franco, que llora la pérdida de Celeste, se une a un seminario para ser sacerdote. Clara comienza a trabajar allí como ayudante de cocina y cuando él la ve piensa que es Celeste, y la lleva a su casa (Franco sabe que no es Celeste, pero les hace creer a todos en su familia que sí es ella). 
Ahora Celeste vive con Amadeo, y Franco, que no sabe que Celeste está viva, vive con Clara, quien también quiere apoderarse de la fortuna de los Visconti.
El juego termina cuando un día Franco por casualidad encuentra a Celeste y lleno de asombro trata de acercársele y por otro lado ella, a pesar de su desmemoria, se da cuenta de que siente algo especial por este hombre y que le recuerda algo muy hermoso. 
Clara, mientras tanto, percibe el cambio repentino de Franco, y comienza a sospechar que tiene una amante, mientras que Juan Ignacio se casa con Teresa, pero el matrimonio pronto se convierte en un infierno para ella. De hecho, el marido traidor comienza a implementar su plan diabólico en el pensamiento de los demás miembros de la familia de que Teresa se está volviendo loca. 
Celeste y Franco pasan momentos agradables, pero en secreto, una noche mientras cenan en un restaurante se les acercan unos periodistas que toman algunas fotos que al día siguiente son publicadas en un periódico. Cuando Clara ve esas imágenes y se entera de que la amante de su marido es nada menos que su hermana, en complicidad con Roberta y Juan Ignacio, diseña un plan diabólico. 
Obtienen un martillo que tiene las huellas dactilares de Celeste y Juan Ignacio usa el martillo para matar a golpes en la cabeza de Agüero, Clara usa el mango del martillo y las fotos como pruebas convincentes que obligan a Franco a permanecer a su lado porque de lo contrario denunciará a Celeste para que la encierren en la cárcel. 
Para Franco, la vida se convierte en un verdadero infierno. 
Celeste después de un accidente recupera la memoria y determina en primer lugar vivir junto a su amado hijo, y condena también la actitud de su marido por la que se siente traicionada. Ella no sabe que su amado Franco es chantajeado para que ella no vaya presa. 
Franco está dominado por la pérfida Clara pero ya no es capaz de soportar aquella situación y quiere ser pronto un hombre libre. Es entonces que pone en práctica una táctica para apoderarse de las pruebas que incriminan a Celeste y seduce a la criada Enriqueta, amiga de Clara, prometiéndole que se casaría con ella si le entrega esas pruebas. 
Ella encuentra el lugar secreto donde se ocultan las fotos y el mango del martillo, pero una serie de circunstancias adversas, hacen que justo cuando estaba a punto de entregárselas a Franco, sea sorprendida por Ornella. 
Esta ha ido a vivir a la mansión, después de la muerte de Teresa y que se casó con Juan Ignacio quienes empiezan a actuar como los propietarios de los bienes de los Visconti. 
Clara, por su parte, conscientes de que no podrán escapar comienza a mostrar signos de desequilibrio mental, mientras que Celeste y Franco se reconcilian en el mismo lugar donde se conocieron. 
Amadeo y Guido se llevan mejor a raíz de la enfermedad terminal de este último. Al morir, Valentín se entera de que Guido era su hijo y no su sobrino. Ornella desilusionada de Juan Ignacio y ante la muerte de su hermano se arrepiente y colabora con Franco y Celeste para sacarle las acciones a Juan de la empresa a cambio de no declarar en su contra.
Celeste perdona a Clara pues la ama a pesar de todas las habladurías sobre las maldades de su hermana y le pide que se mude a su casa para vivir juntos todo el tiempo que no lograron pasar cuando eran niñas. 
Mientras tanto, Juan Ignacio y Roberta al sentirse acorralados por el regreso de Celeste y además de quedarse en la calle deciden eliminarla invitándola a tomar una taza de té envenenado. 
Clara llega en ese momento, decidida a pedir disculpas a su hermana y cambiar su vida. La muchacha se toma el té que habían preparado para Celeste, quien había estado ausente durante un tiempo, y muere. Juan Ignacio y Roberta son arrestados por cargos de asesinato. 
Pasan los días y en la casa Visconti la paz ha regresado; Franco y Celeste, ponen fin a este triste capítulo en sus vidas, y deciden casarse por segunda vez.

## Elenco
- Andrea del Boca ... Celeste Ferrero/Clara Pizzamiglio
- Gustavo Bermúdez ... Franco Ferrero Visconti
- Lydia Lamaison ... Cora
- Ivo Cutzarida ... Padre Michele "Pipo"
- Henry Zakka ... Juan Ignacio Pérez Terrada
- Adela Gleijer ... Aída Ferrero
- Mónica Galán ... Mónica/Roberta
- Ingrid Pelicori ... Ornella Pizzamiglio
- Osvaldo Tesser ... Valentín Pizzamiglio
- Raquel Casal ... Vanina/Enriqueta
- Norberto Diaz ... Guido Pizzamiglio
- Jorge D'Elia ... Amadeo Pizzamiglio
- Dora Baret ... Teresa Visconti
- Néstor Zacco ... Agüero
- Hilda Bernard... Amanda Sadowska
- Marcela Ruiz... Alicia Fuentes
- Enrique Archenti... Doctor Dante
- Nelly Fontan... Benita
- Gustavo Rey ... Ramiro Menéndez
- María Moristani... Rosalía
- Hector Fuentes... Bulmaro
- Lita Soriano ... Margarita
- Wagner Mautone ... Padre Gaudencio
- Érika Wallner ... Silvana Roseti
- Lucas Torres ... Lucas Ferrero Berardi

## Banda sonora
- Necesito tu nombre (Andrea del Boca)

## Premios y nominaciones
| Año  | Premios               | Categoría                       | Nominados               | Resultado |
| ---- | --------------------- | ------------------------------- | ----------------------- | --------- |
| 1993 | Premios Martín Fierro | Mejor telenovela/ficción diaria | Celeste siempre celeste | Ganadora  |